# David Murray (saxofonist)
David Murray, född 19 februari 1955 i Oakland, Kalifornien, är en amerikansk jazzsaxofonist, verksam främst inom frijazz och experimentell jazz. Förutom att ge ut ett flertal album i eget namn har han också spelat mycket tillsammans med James Blood Ulmer.

## Diskografi, urval
- Flowers for Albert (1975)
- Sweet Lovely (1979)
- Ming (1980)
- Home (1981)
- Murray's Steps (1982)
- Morning Song (1983)
- Live At Sweet Basil, Vol.1 & 2 (1984)
- New Life (1985)
- Children (1986)
- Hope Scope (1987)
- David Murray & Randy Weston, The Healers (1987)
- Deep River (1988)
- Special Quartet (1990)
- Shakill's Warrior (1991)
- David Murray Big Band (1991)
- Death Of A Sideman (1991)
- Shakill's Warrior (1991)
- Jug-A-Lug (1995)
- Fo Deuk Revue (1997)
- Speaking In Tongues (1997)
- Kahil El'Zabar & David Murray, We Is Live At The Bop Shop (2000)
- Gwotet (2004)
- Be My Monster Love (2013)